# Prima Categoria Calabria 1961-1962
Il campionato di calcio di Prima Categoria 1961-1962 è stato il V livello del campionato italiano. A carattere regionale, fu il terzo campionato dilettantistico con questo nome dopo la riforma voluta da Zauli del 1958.
Questi sono i gironi organizzati della regione Calabria.

## Girone A

### Squadre partecipanti
| Squadra                    | Città (provincia)        | Stagione precedente |
| -------------------------- | ------------------------ | ------------------- |
| A.C.L.I. Crotone           | Crotone (CZ)             |                     |
| A.C. Audace                | San Marco Argentano (CS) |                     |
| Soc. La Sportiva Cariatese | Cariati (CS)             |                     |
| U.S. Castrovillari         | Castrovillari (CS)       |                     |
| A.S. Cremisa               | Cirò Marina (CZ)         |                     |
| C.S. Nuova Rossano         | Rossano (CS)             |                     |
| Olimpia Mirto              | Mirto di Crosia (CS)     |                     |
| Olimpia Sala               | Catanzaro (Quart. Sala)  |                     |
| U.S. Praia                 | Praia a Mare (CS)        |                     |
| Pro Cosenza                | Cosenza                  |                     |
| U.S. Vigor Nicastro        | Nicastro (CZ)            |                     |

### Classifica
|  | Pos. | Squadra               | Pt  | G   | V  | N  | P  | GF  | GS  | DR  |
|  | ---- | --------------------- | --- | --- | -- | -- | -- | --- | --- | --- |
|  | 1.   | Vigor Nicastro        | 32  | 19  | 13 | 6  | 0  | 56  | 11  | +45 |
|  | 2.   | La Sportiva Cariatese | 28  | 19  | 12 | 4  | 3  | 50  | 24  | +26 |
|  | 3.   | Nuova Rossano         | 26  | 20  | 11 | 4  | 5  | 35  | 19  | +16 |
|  | 4.   | Praia                 | 23  | 19  | 8  | 7  | 4  | 31  | 20  | +11 |
|  | 4.   | Castrovillari         | 23  | 20  | 8  | 7  | 5  | 38  | 34  | +4  |
|  | 6.   | Cremissa              | 16  | 19  | 5  | 6  | 8  | 28  | 43  | -15 |
|  | 7.   | A.C.L.I. Crotone      | 15  | 20  | 5  | 5  | 10 | 23  | 30  | -7  |
|  | 8.   | Olimpia Mirto         | 14  | 20  | 5  | 4  | 11 | 29  | 51  | -22 |
|  | 9.   | Audace                | 13  | 20  | 5  | 3  | 12 | 22  | 43  | -21 |
|  | 9.   | Pro Cosenza           | 13  | 18  | 4  | 5  | 9  | 24  | 47  | -23 |
|  | 11.  | Olimpia Sala          | 11  | 20  | 2  | 7  | 11 | 32  | 45  | -13 |
|  |      |                       | 214 | 214 | 78 | 58 | 78 | 368 | 367 |     |

Legenda:
      Ammesso allo spareggio promozione.
      Retrocesso in Seconda Categoria.
  Non disputa il campionato successivo.
Regolamento:
Due punti a vittoria, uno a pareggio, zero a sconfitta.
Pari merito in caso di pari punti.
Note:
Vigor Nicastro, Cariatese, Praia e Cremissa una partita in meno.
Pro Cosenza due partite in meno.

## Girone B

### Squadre partecipanti
| Squadra                 | Città (provincia)                | Stagione precedente |
| ----------------------- | -------------------------------- | ------------------- |
| A.C. Bagnarese          | Bagnara Calabra (RC)             |                     |
| U.S. Borgia             | Borgia (CZ)                      |                     |
| U.S. Bovalinese         | Bovalino (RC)                    |                     |
| U.S. Gioiese            | Gioia Tauro (RC)                 |                     |
| Juve Chiaravalle        | Chiaravalle Centrale (CZ)        |                     |
| S.S. Juventus Siderno   | Siderno (RC)                     |                     |
| S.C. Mamerto            | Oppido Mamertina (RC)            |                     |
| Oratorio Salesiano Vibo | Vibo Valentia (CZ)               |                     |
| U.S. Pizzo              | Pizzo Calabro (CZ)               |                     |
| U.S. Pro Pellaro        | Reggio Calabria (Quart. Pellaro) |                     |
| Santonofrese            | Sant'Onofrio (CZ)                |                     |
| A.C. Taurianovese       | Taurianova (RC)                  |                     |

### Classifica
|  | Pos. | Squadra                 | Pt       | G   | V  | N  | P  | GF  | GS  | DR  |
|  | ---- | ----------------------- | -------- | --- | -- | -- | -- | --- | --- | --- |
|  | 1.   | Pro Pellaro             | 32       | 20  | 14 | 4  | 2  | 56  | 25  | +31 |
|  | 2.   | Bovalinese              | 30       | 19  | 12 | 6  | 1  | 63  | 15  | +48 |
|  | 3.   | Juve Siderno            | 29       | 20  | 12 | 5  | 3  | 42  | 18  | +24 |
|  | 4.   | Mamerto                 | 27       | 20  | 10 | 7  | 3  | 29  | 15  | +14 |
|  | 5.   | Taurianovese            | 21       | 20  | 9  | 3  | 8  | 37  | 37  | 0   |
|  | 6.   | Santonofrese            | 18       | 20  | 7  | 4  | 9  | 28  | 30  | -2  |
|  | 7.   | Gioiese                 | 16       | 20  | 6  | 4  | 10 | 31  | 39  | -8  |
|  | 8.   | Juve Chiaravalle        | 15       | 18  | 6  | 3  | 9  | 30  | 29  | +1  |
|  | 9.   | Borgia                  | 12       | 18  | 4  | 4  | 10 | 24  | 30  | -6  |
|  | 10.  | Oratorio Salesiano Vibo | 9        | 19  | 3  | 3  | 13 | 15  | 41  | -26 |
|  | 11.  | Pizzo                   | 5        | 20  | 1  | 3  | 16 | 9   | 75  | -66 |
|  | ---  | Bagnarese               | Ritirato |     |    |    |    |     |     |     |
|  |      |                         | 214      | 214 | 84 | 46 | 84 | 364 | 354 |     |

Legenda:
      Ammesso allo spareggio promozione.
      Retrocesso in Seconda Categoria.
  Non disputa il campionato successivo.
Regolamento:
Due punti a vittoria, uno a pareggio, zero a sconfitta.
Pari merito in caso di pari punti.
Note:
Bovalinese e Oratorio Vibo una partita in meno.
Borgia e Chiaravalle due partite in meno.

## Spareggio promozione
|                | Risultato   |             | Luogo e data     |
| -------------- | ----------- | ----------- | ---------------- |
| Vigor Nicastro | 1-0? - ?1-0 | Pro Pellaro | ????, ?? ?? 1962 |
|                |             |             |                  |

### Libri
- Almanacco Illustrato del Calcio 1963, edizioni de "Il Calcio Illustrato" - Rizzoli, 1962.
- E.Dicembre, R.La Cava, V.Marzano, V.Orlando e F.Vottari, Bovalino cent'anni di passione - Ediz. Città del Sole.

### Giornali
- Archivio della Gazzetta dello Sport, anni 1961 e 1962, consultabile presso le Biblioteche:
  - Biblioteca Nazionale Braidense di Milano;
  - Biblioteca Nazionale Centrale di Firenze;
  - Biblioteca Nazionale Centrale di Roma;
  - Biblioteca Civica Berio di Genova;
  - e presso Emeroteca del C.O.N.I. di Roma (non è online ma è da consultare in sede).